# Петровский городской совет
Петровский городской совет — одна из административно-территориальных единиц в составе Краснолучского городского совета Луганской области / ЛНР c центром в городе Петровское. Петровскому городскому совету подчинены 1 город, 1 посёлок городского типа, 2 посёлка и 1 село. Население 13,5 тыс. чел. (на 2011 год).
Состав:
город Петровское  — 15 200 чел. (1998)
посёлок городского типа Фёдоровка — 411 чел. (2001)
поселок Буткевич — 90 чел. (2001)
поселок Вергулёвское — 110 чел. (2001)
село Воскресёновка — 151 чел. (2001)
С мая 2014 года Петровский городской совет полностью контролируется самопровозглашённой непризнанной Луганской Народной Республикой.
Экономика
На территории Петровского городского совета расположен центр химического производства. Основным градообразующим предприятием является Химическое казенное объединение имени Г. И. Петровского. Отрасль производства — химическая и нефтехимическая промышленность.